# Vincent Le Port
Pour les articles homonymes, voir Le Port.
Vincent Le Port est un réalisateur et producteur français, né en 1986 à Rennes.

## Biographie
Après des études à La Fémis, il crée en 2012, aux côtés de Roy Arida, Louis Tardivier et Pierre-Emmanuel Urcun, la société Stank, avec laquelle il produit d'autres cinéastes tout en continuant à développer ses propres projets, dont le court métrage Le Gouffre (prix Jean-Vigo du court métrage en 2016).
Son premier long métrage de fiction, Bruno Reidal, est sélectionné en 2021 à la Semaine de la critique.

## Filmographie

### Courts métrages
- 2008 : Minotaure Mein Führer
- 2008 : Grand Guignol
- 2009 : Finis Terrae
- 2010 : Danse des habitants invisibles de la Casualidad
- 2012 : La Terre
- 2016 : Le Gouffre
- 2021 : La Marche de Paris à Brest

### Longs métrages
- 2010 : Moussem les morts (coréalisateur : Jean-Baptiste Alazard)
- 2017 : Dieu et le raté
- 2021 : Bruno Reidal